# Хайнрих (Турн)
Хайнрих Матиас фон Турн-Валзасина (на немски: Heinrich Matthias Graf von Thurn-Valsassina; на естонски: Jindřich Matyáš: † 19 август 1656, убит при Рига в битка против руснаците) е граф на Турн-Валзасина, 2. граф на Перну в Естония, губернатор на Талин.
Той е син на Франц Бернхард фон Турн-Валзасина (1592 – 1628) и съпругата му Магдалена Хардек († 1633). Внук е на генерал граф Хайнрих Матиас фон Турн-Валзасина (1567 – 1640), 1. бургграф на Карлщажна, господар на Велиш.

## Фамилия
Хайнрих фон Турн-Валзасина се жени за Анна Маркета Хаугвикова з Бискупиц. Бракът е бездетен.
Хайнрих фон Турн-Валзасина се жени втори път през 1648 г. в Юкермюнде за Йохана фон Баден (* 5 декември 1623 в Карлсбург, Дурлах; † 2 януари 1661 в Аудерн, Еести Вабариик, Естония), вдовица на шведския генерал-фелдмаршал Юхан Банер (* 23 юни 1596; † 10 май 1641), дъщеря на маркграф Фридрих V фон Баден-Дурлах (1594 – 1659) и първата му съпруга Барбара фон Вюртемберг (1593 – 1627). Бракът е бездетен.